# Абсалямовское сельское поселение
Абсаля́мовское се́льское поселе́ние — муниципальное образование в Ютазинском районе Республики Татарстан Российской Федерации.
Административный центр — село Абсалямово.

## История
Статус и границы сельского поселения установлены Законом Республики Татарстан от 31 января 2005 года № 46-ЗРТ «Об установлении границ территорий и статусе муниципального образования "Ютазинский муниципальный район" и муниципальных образований в его составе».

## Население
| 2010 | 2011 | 2012 | 2013 | 2014 | 2015 | 2016 |
| ---- | ---- | ---- | ---- | ---- | ---- | ---- |
| 812  | ↘810 | ↗815 | ↘798 | ↘790 | ↘787 | ↘783 |
| 2017 | 2018 |      |      |      |      |      |
| ↘773 | ↘767 |      |      |      |      |      |

## Состав сельского поселения
| № | Населённый пункт | Тип населённого пункта            | Население |
| - | ---------------- | --------------------------------- | --------- |
| 1 | Абсалямово       | посёлок железнодорожного разъезда |           |
| 2 | Абсалямово       | село, административный центр      |           |